# Konopki (województwo mazowieckie)
Konopki – wieś sołecka w Polsce położona w województwie mazowieckim, w powiecie mławskim, w gminie Stupsk.
Wierni Kościoła rzymskokatolickiego należą do parafii św. Wojciecha w Stupsku. We wsi znajduje się kaplica św. Krzysztofa.
W latach 1975–1998 miejscowość administracyjnie należała do województwa ciechanowskiego. 
Urodził się tu Władysław Śmietanko  żołnierz Wojska Polskiego, Armii Andersa i Polskich Sił Zbrojnych, cichociemny. 